# Jade Cocoon 2
 (mars 2021).
Si vous disposez d'ouvrages ou d'articles de référence ou si vous connaissez des sites web de qualité traitant du thème abordé ici, merci de compléter l'article en donnant les références utiles à sa vérifiabilité et en les liant à la section « Notes et références ».
Jade Cocoon 2 (玉繭物語2, Tamamayu Monogatari Tsū, litt. L'histoire de Jade Cocoon 2) est un jeu vidéo de rôle développé par Genki et publié en 2001 sur PlayStation 2. Il est la suite de Jade Cocoon: Story of the Tamamayu sorti en 1998 sur PlayStation,,.
La conception des personnages est une nouvelle fois assurée par Katsuya Kondō, character designer du Studio Ghibli.